# Vat Phou
Le Vat Phou (en lao, ວັດພູ 'wāt pʰúː : « temple de la montagne », vat phu) surplombe une colline des monts Pasak, située dans la province de Champassak, à l’extrême sud du Laos. C'est un ensemble monumental remarquable de l'art khmer et de l'architecture khmère remontant avant la construction du complexe d'Angkor Vat.

## Site d'occupation khmer depuis leVesiècle
Le point culminant de la chaîne de montagne, le Phou Kao, a une forme singulière, identifiée dans l’Antiquité à un lingam, symbole phallique de Shiva, d’où son nom ancien de Lingaparvata, et sa réputation de montagne sacrée. Une source présente sur le site a vraisemblablement incité les anciens rois de la région à installer là un sanctuaire shivaïte. Les eaux de la source ayant été, dès une époque ancienne, conduites jusqu'au sanctuaire.

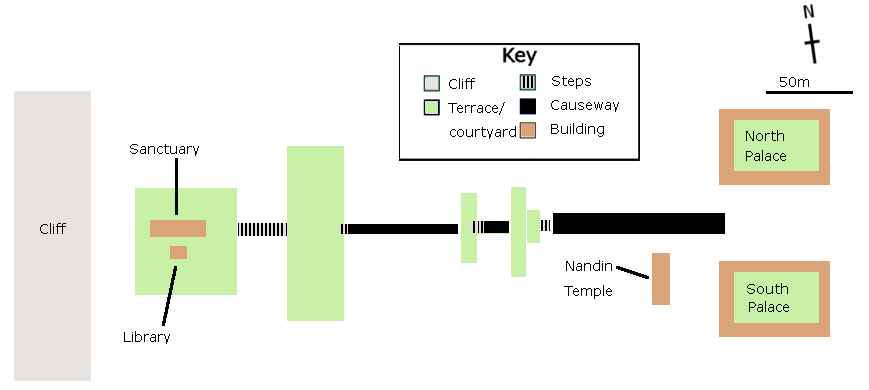
Plan d'ensemble schématique.

Ce site a été occupé successivement par plusieurs temples dès le Ve siècle. George Cœdès  en 1948 a situé à cet endroit la capitale du royaume de Chenla de terre, Shrestapura, fondée par le roi Shresthavarman au Ve siècle.
L’ensemble des bâtiments religieux actuels ont été construits entre les XIe et XIIe siècles par les Khmers qui administrèrent cette partie du Laos pendant une grande partie de l’Empire khmer.
Après un second édifice au IXe siècle, associant déjà un sanctuaire et des ouvrages hydrauliques, le temple visible actuellement fut construit au XIIe siècle en même temps qu’une retenue d’eau (baray) pendant le règne de Sūryavarman II alors que celui-ci guerroyait au Champâ et au Đai Viêt, plus à l’est.
Par la suite, Vat Phou devint un sanctuaire bouddhiste très vivant et l’est resté jusqu’à nos jours : chaque année, en janvier ou février, le 15e jour de la lune croissante du 3e mois, a lieu un pèlerinage qui attire de nombreux fidèles laotiens coïncidant avec la fête bouddhiste du Makha Busa.

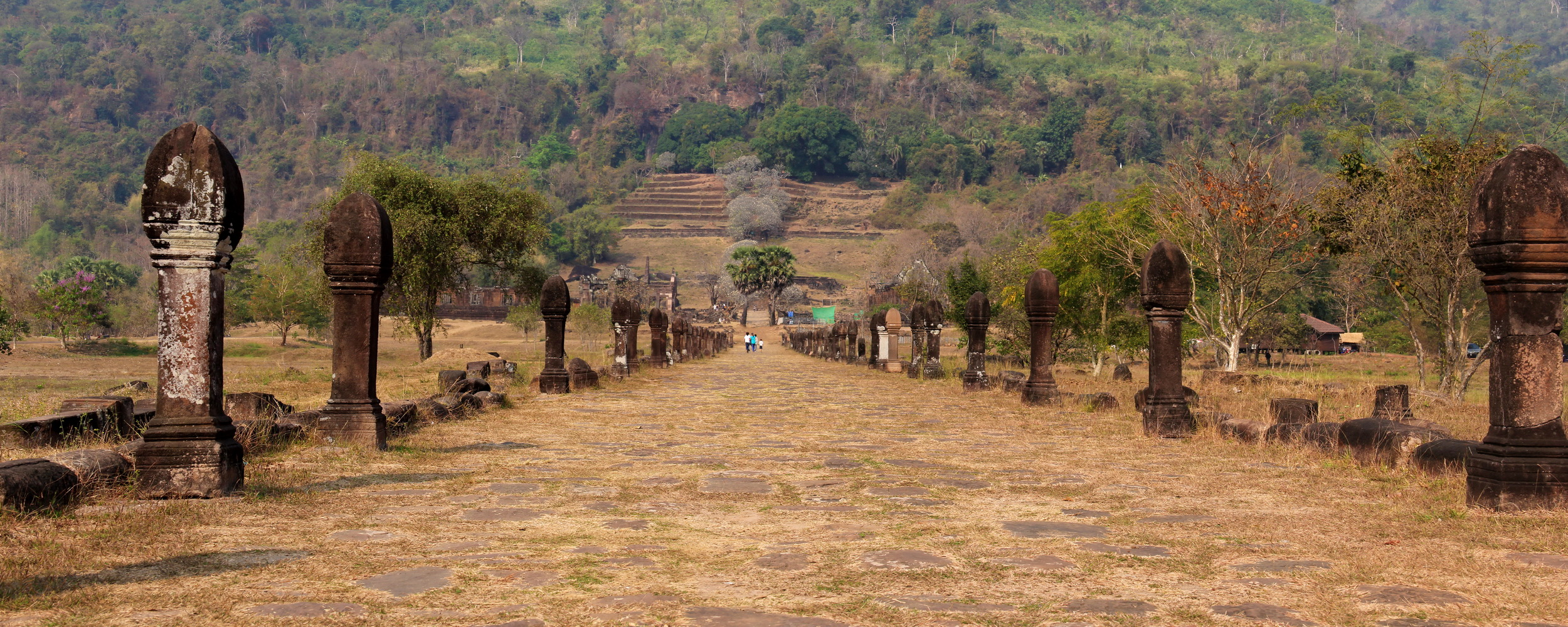
Allée monumentale jalonnée de bornes identiques à celles de Banteay Srei, menant au sanctuaire.
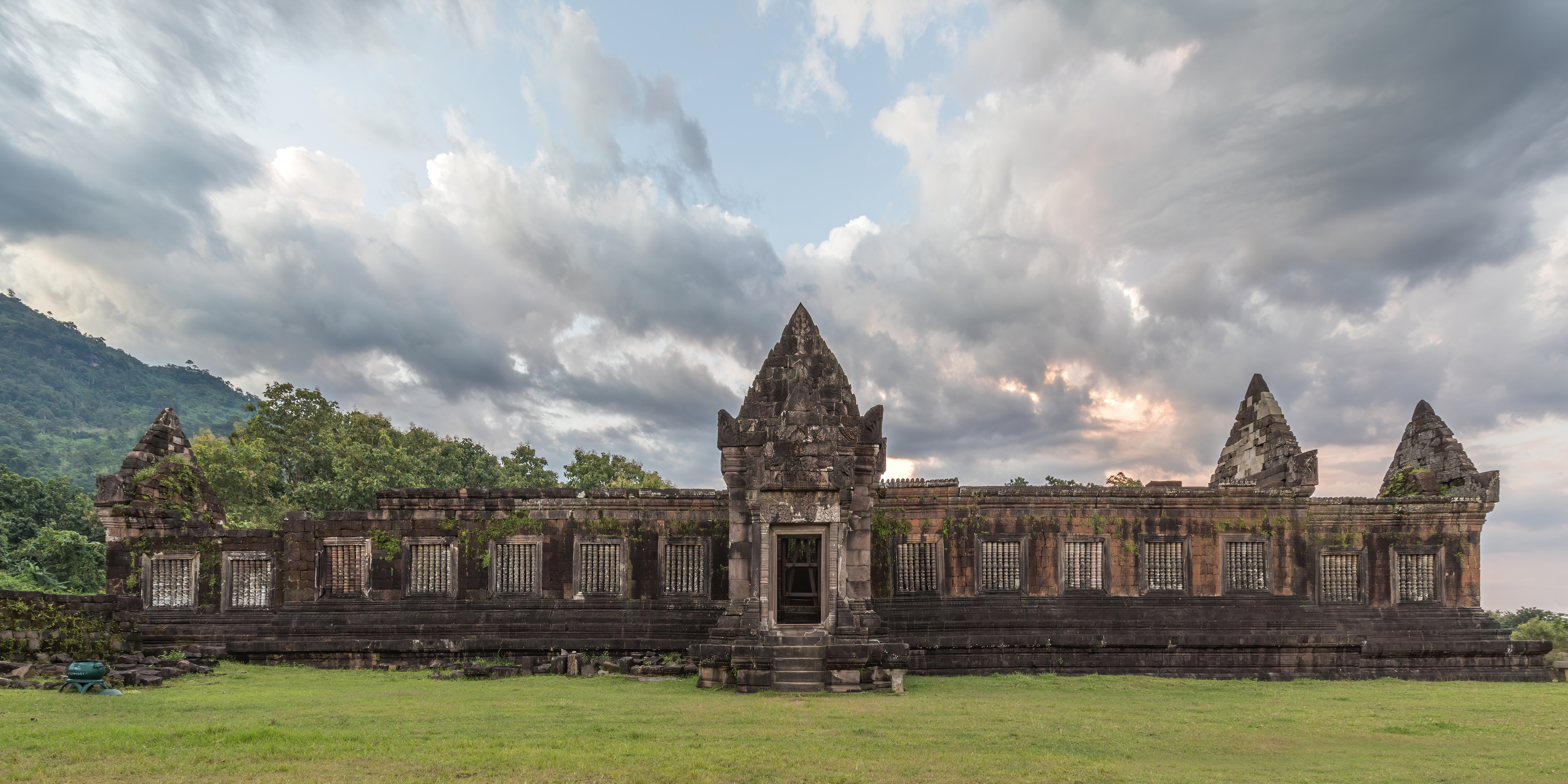
Palais nord, dit « Palais des hommes ».

L’ensemble est orienté selon un axe est-ouest, et depuis la plaine, escalade le flanc de la montagne pour aboutir au sanctuaire, situé sur une terrasse au pied de la falaise où coule la source sacrée. Le site commence avec deux barays (lacs artificiels), ensuite une allée de grès jalonné de bornes mène aux deux grands palais (nord et sud). Une route ancienne surélevée conduit au temple de Nang Sida et continuait autrefois vers Angkor.
On peut voir les vestiges d’un petit édifice (milieu du XIe siècle), souvent appelé temple de Nandin (le taureau sacré, monture de Shiva). Une suite d’escaliers et de terrasses donne accès au sanctuaire principal (milieu du XIe siècle, style du Baphuon), flanqué d’une « bibliothèque » (on ne connait pas la fonction de ces édifices). La source sacrée se situe derrière le sanctuaire en bas de la falaise et alimentait originellement l’arrière du sanctuaire. De nombreux éléments sculptés sont visibles aux alentours.

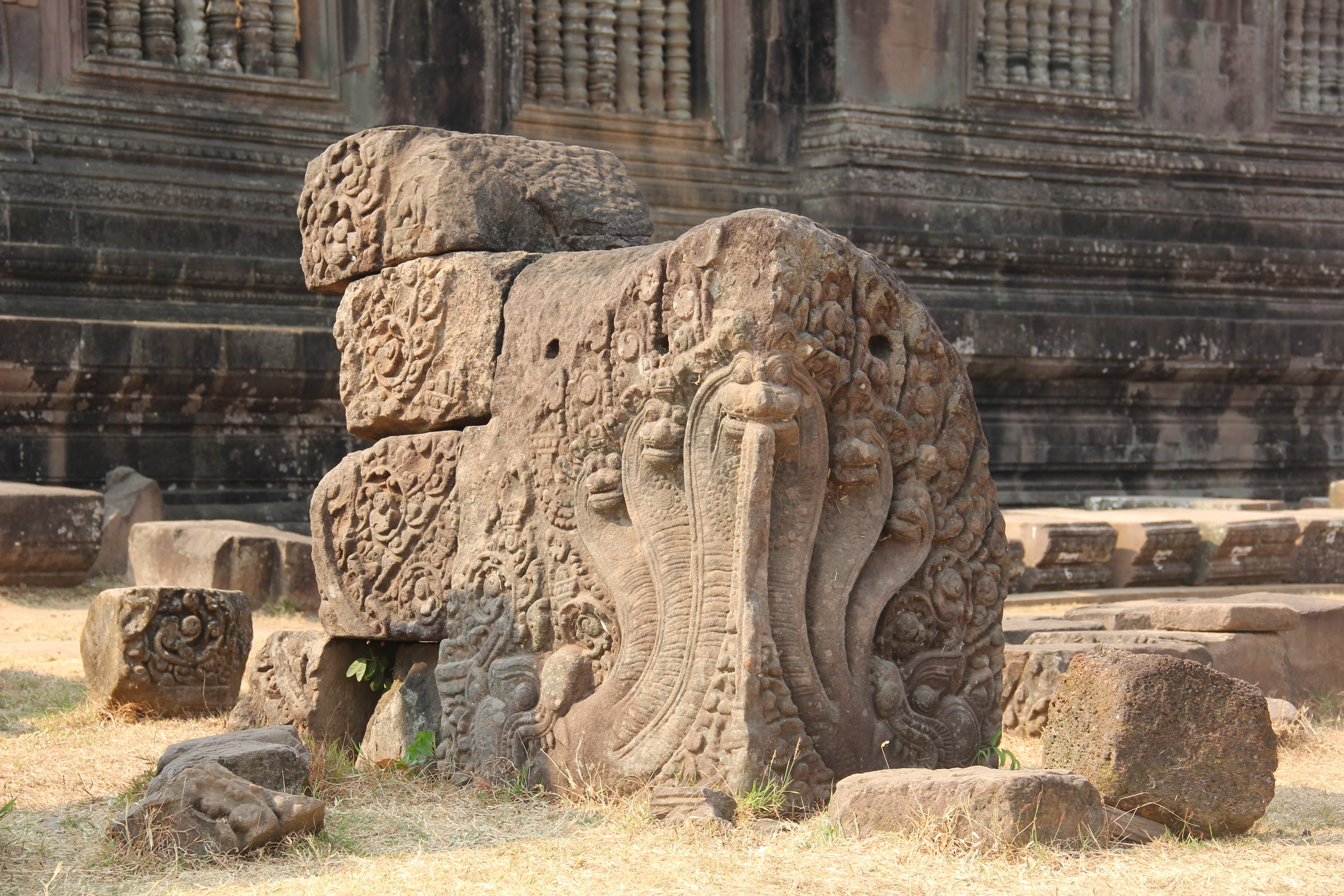
Nāga.
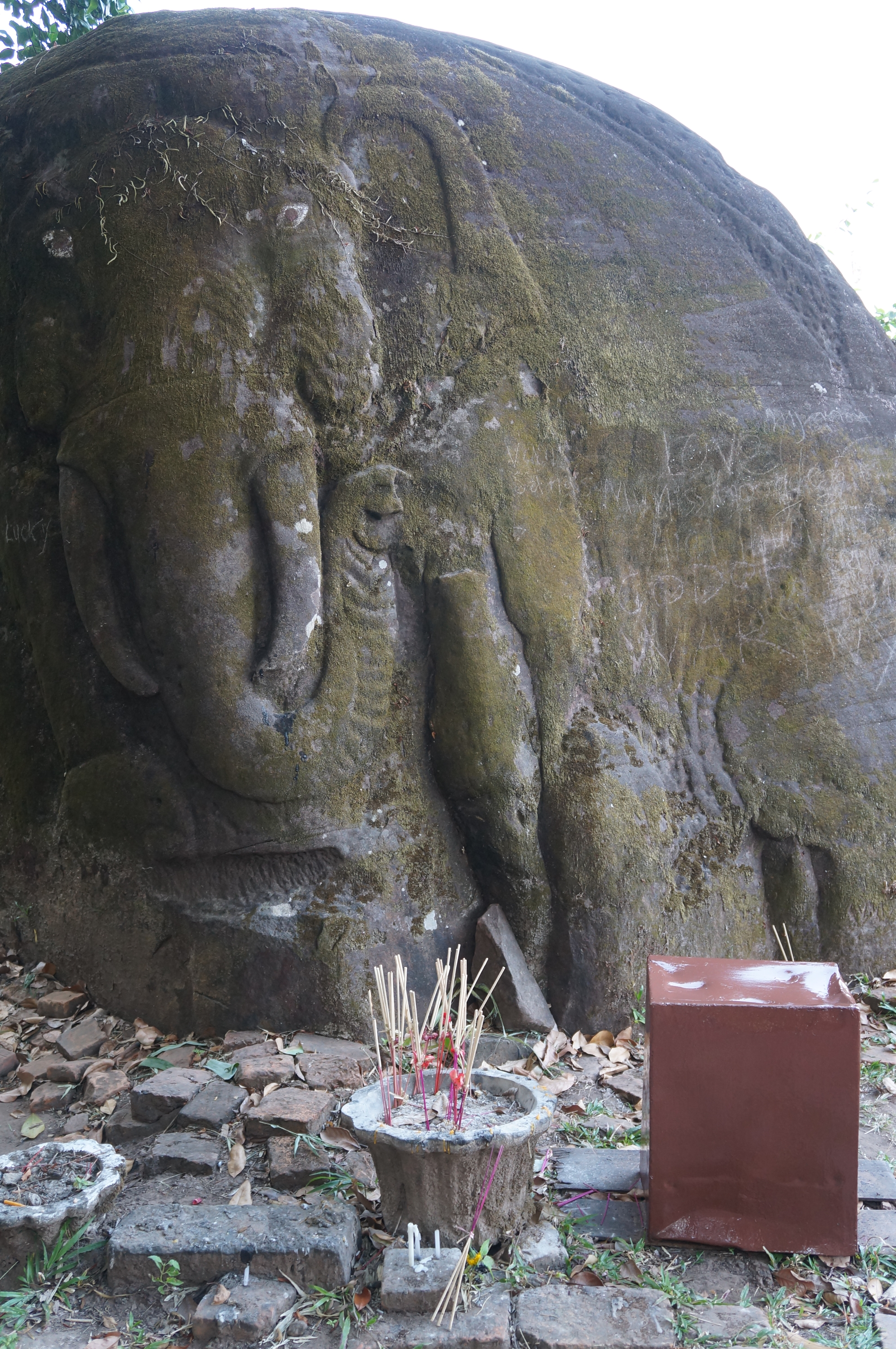
Éléphant monolithe.
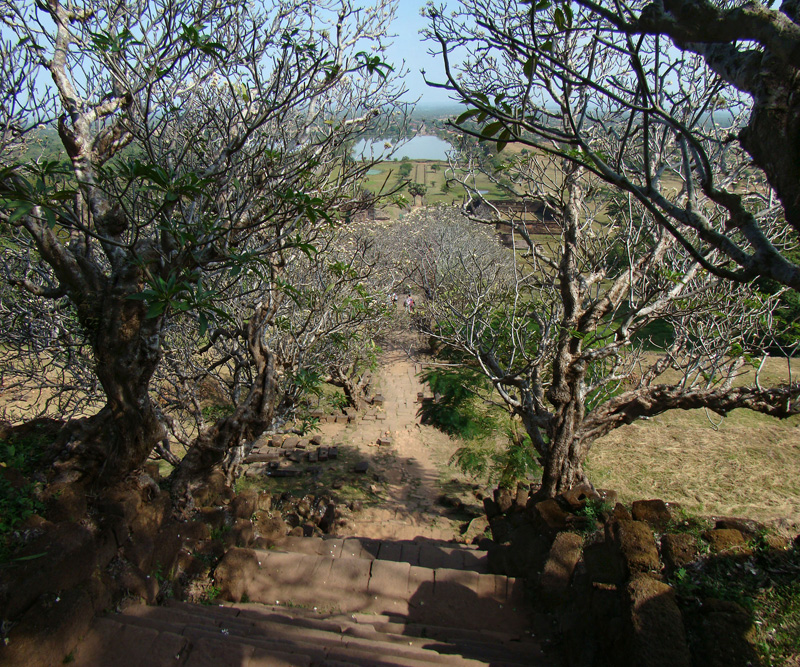
Volées de marches bordées de frangipaniers.
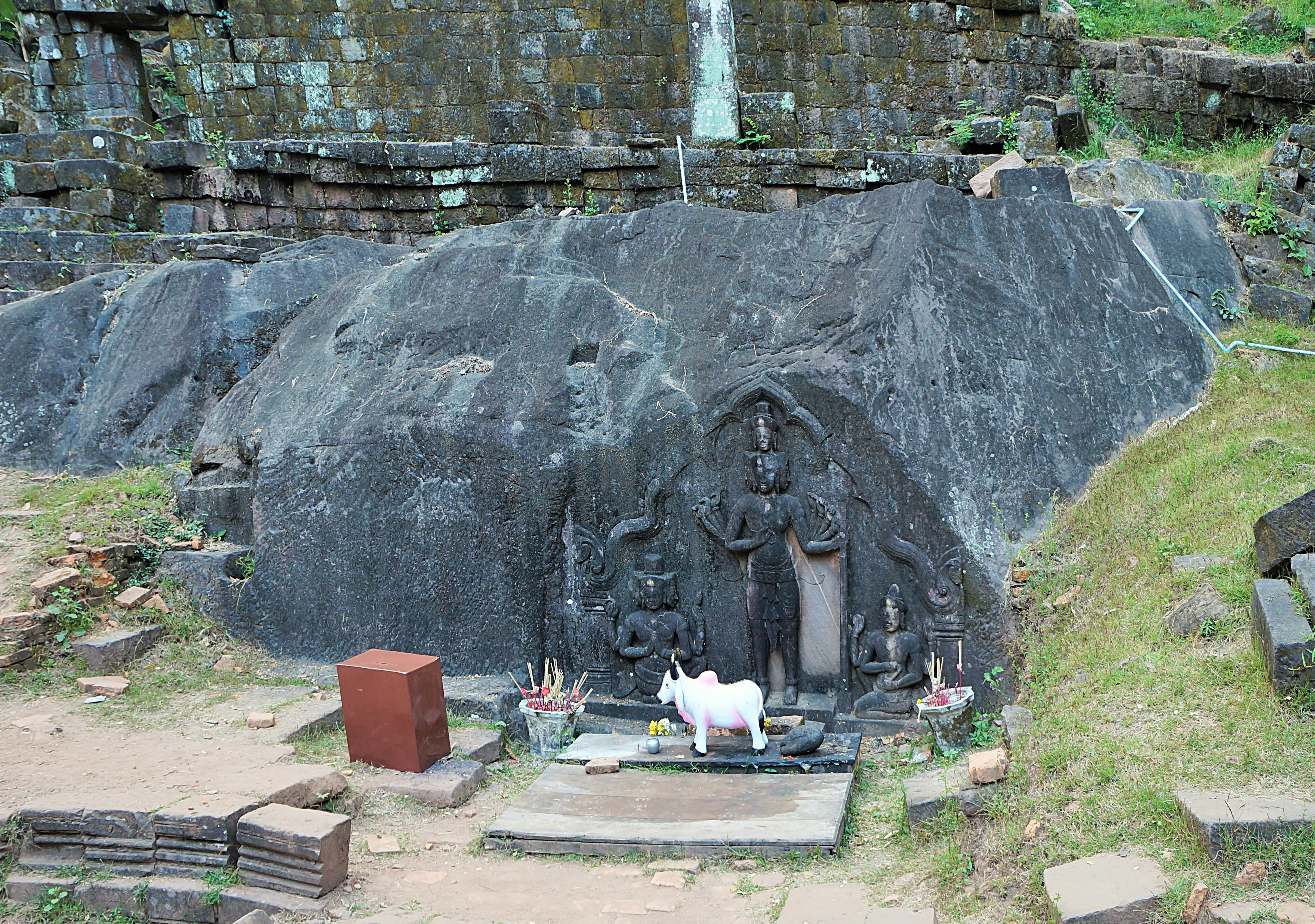
La trimurti du Vat Phou.
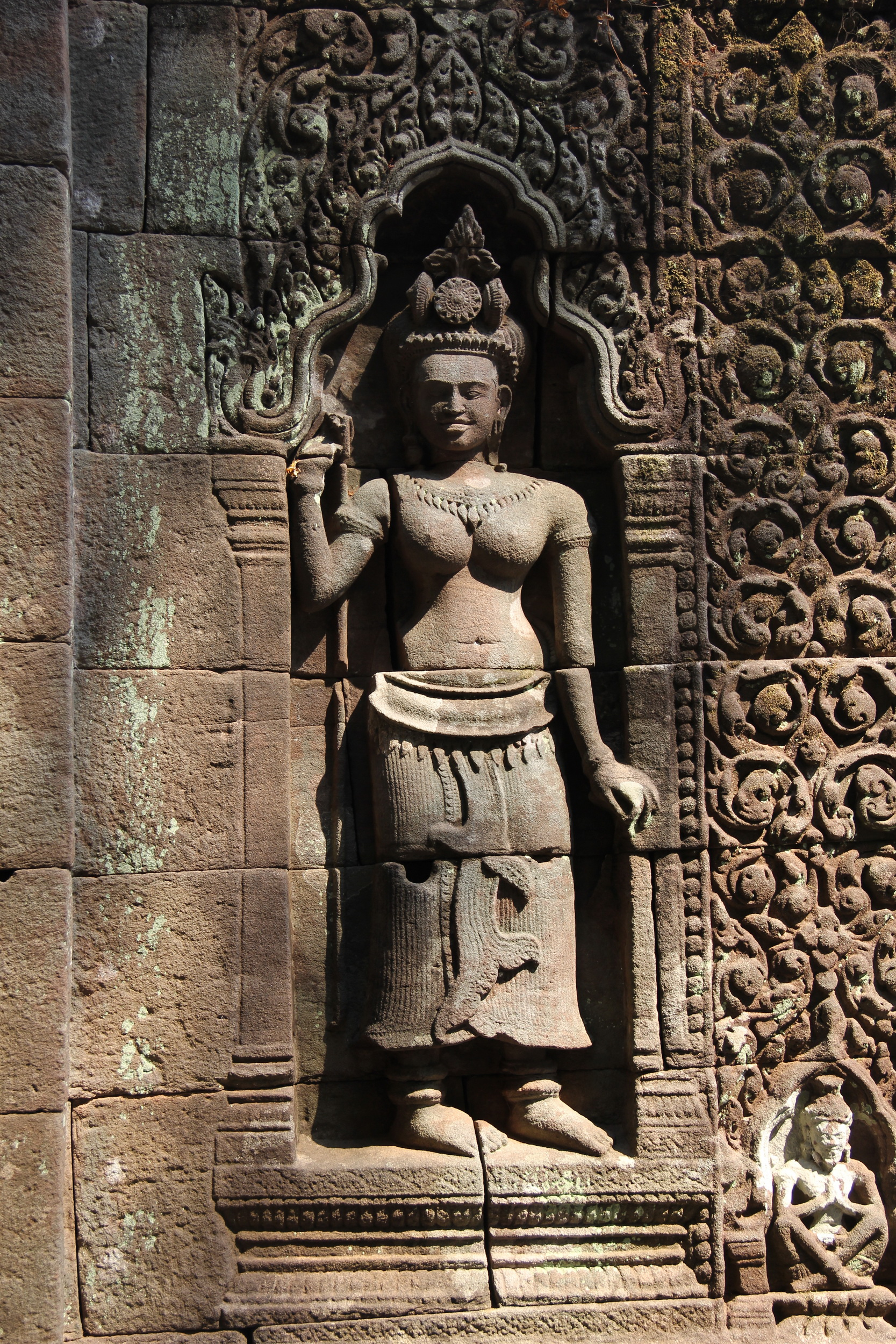
Divinité féminine et ascète.

## La ville ancienne
La ville ancienne (environ 2 × 1,8 km) située au bord du Mékong possède une double enceinte de terre. Elle semble avoir été fondée vers le Ve siècle, comme l’atteste une inscription d’un roi nommé Devanika, trouvée dans l’actuel village de Vat Luang Kao. Des inscriptions trouvées dans la même zone attestent que dès la fin du VIe siècle, elle est la capitale du roi Mahendravarman, qui règnera aussi plus tard sur la région de Sambor Prei Kuk (à 240 km au sud-ouest, actuellement au Cambodge).
Par la suite, cette ville perd son importance politique, car les dynasties déplacent peu à peu leur centre de pouvoir, pour finir, dès le IXe siècle, par régner sur l’ensemble du territoire de l'empire khmer, avec Angkor comme capitale. Une ville nouvelle, angkorienne, remplace l'ancienne, directement au sud du temple.

## Découvrir le site

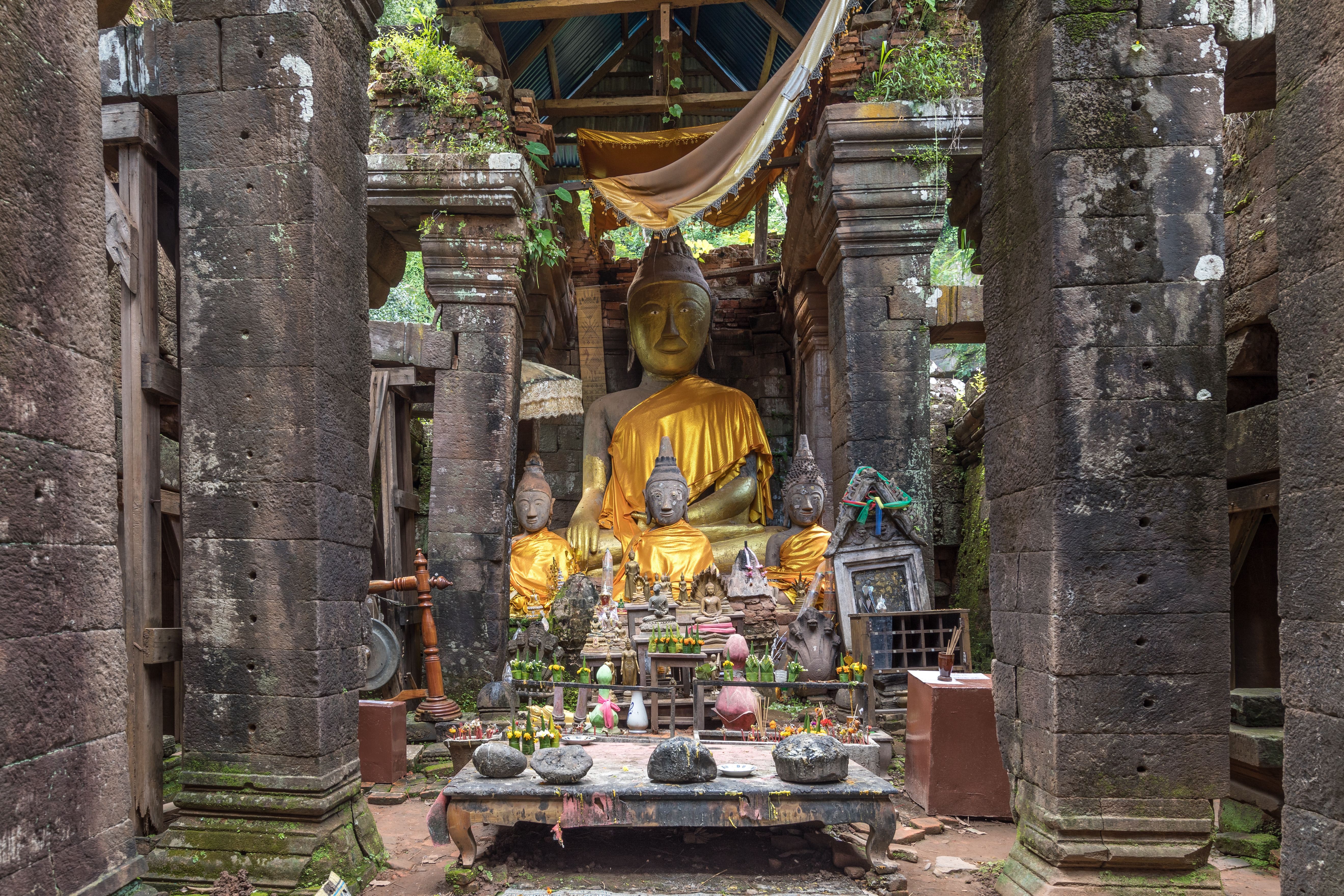
Statues bouddhistes, en position assise, table, pierres, offrandes et reliques bouddhistes, dans le temple. Septembre 2019.

Le musée, inauguré en 2018, et le site sont ouverts au public pour des activités religieuses et des visites touristiques. 
Le site se distingue en quelques points : des Dvarapala (gardiens de porte de sanctuaire), la falaise gravée, un énorme éléphant sculpté, quelques restes d’anciennes cellules monacales, la trimurti : une trinité hindouiste gravée dans la pierre (Shiva, Brahma, Vishnu), un crocodile sculpté… De plus, d’autres ruines khmères, proches de Vat Phou, sont accessibles (quoique en ruines) : les temples de Nang Sida et Tao Tao, le temple de Tomo (Huei Tomo ou Oubmong) de l’autre côté du Mékong.
Pour accéder au sanctuaire principal, il faut gravir plusieurs volées de marches dont une grande partie est bordée de frangipaniers centenaires. Il y a une superbe vue sur le Mékong depuis la troisième plate-forme, avec de grands arbres pour l’ombre et la fraîcheur.
Il faut compter environ 3 heures de visite avec le musée, qui contient de nombreux objets, sculptures et éléments d’architecture issus des fouilles archéologiques réalisées dans et autour du site.

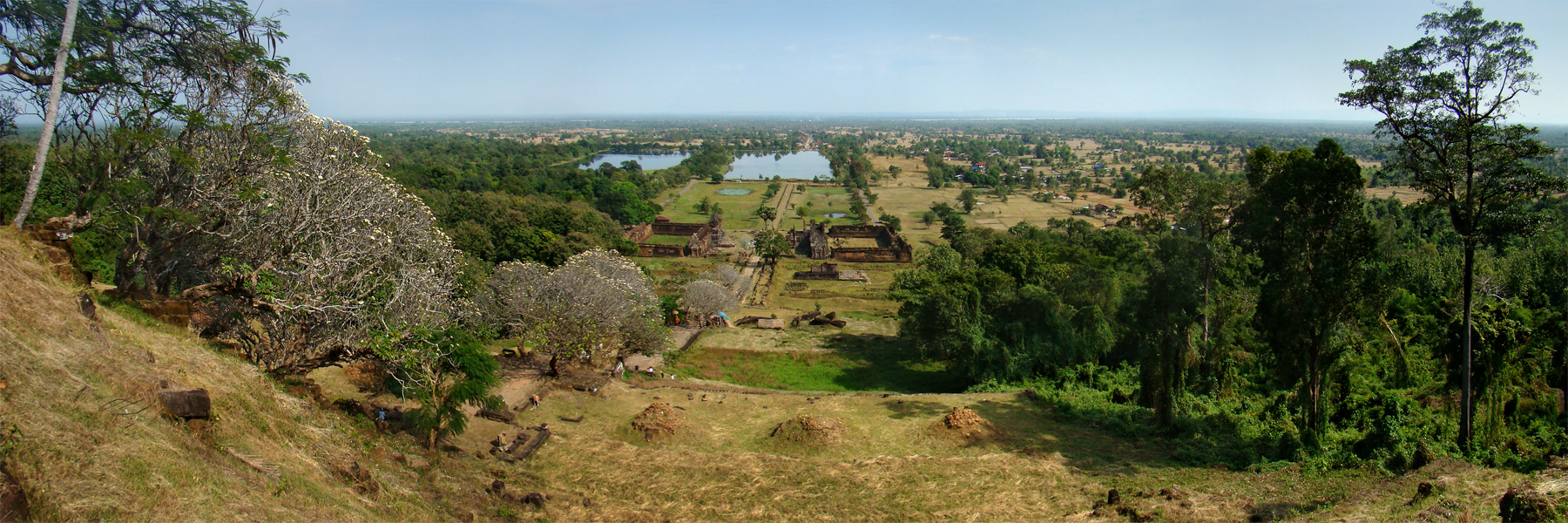
Vue générale. Les barays à l'horizon.
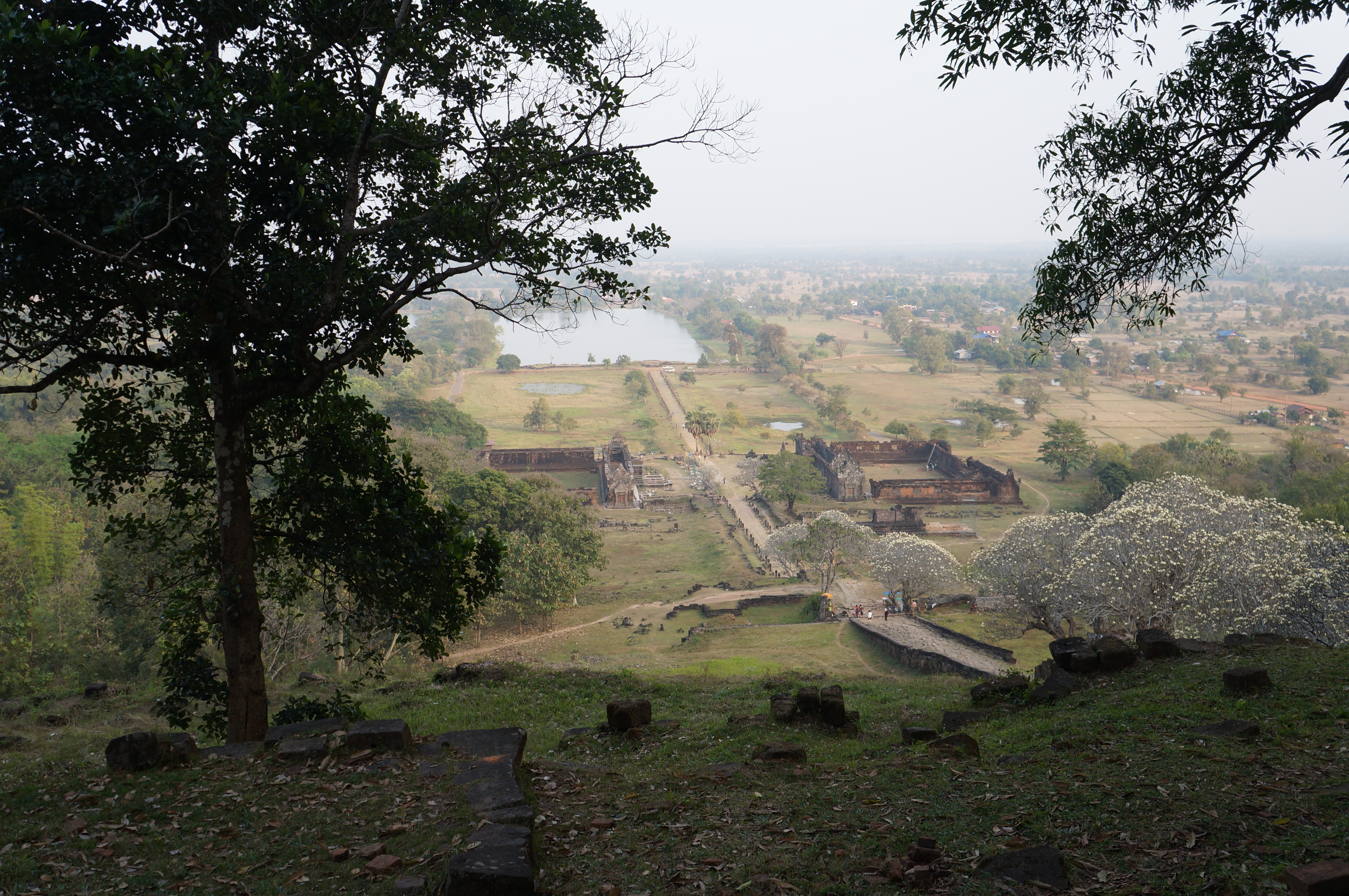
Vue générale. Un baray en contrebas.
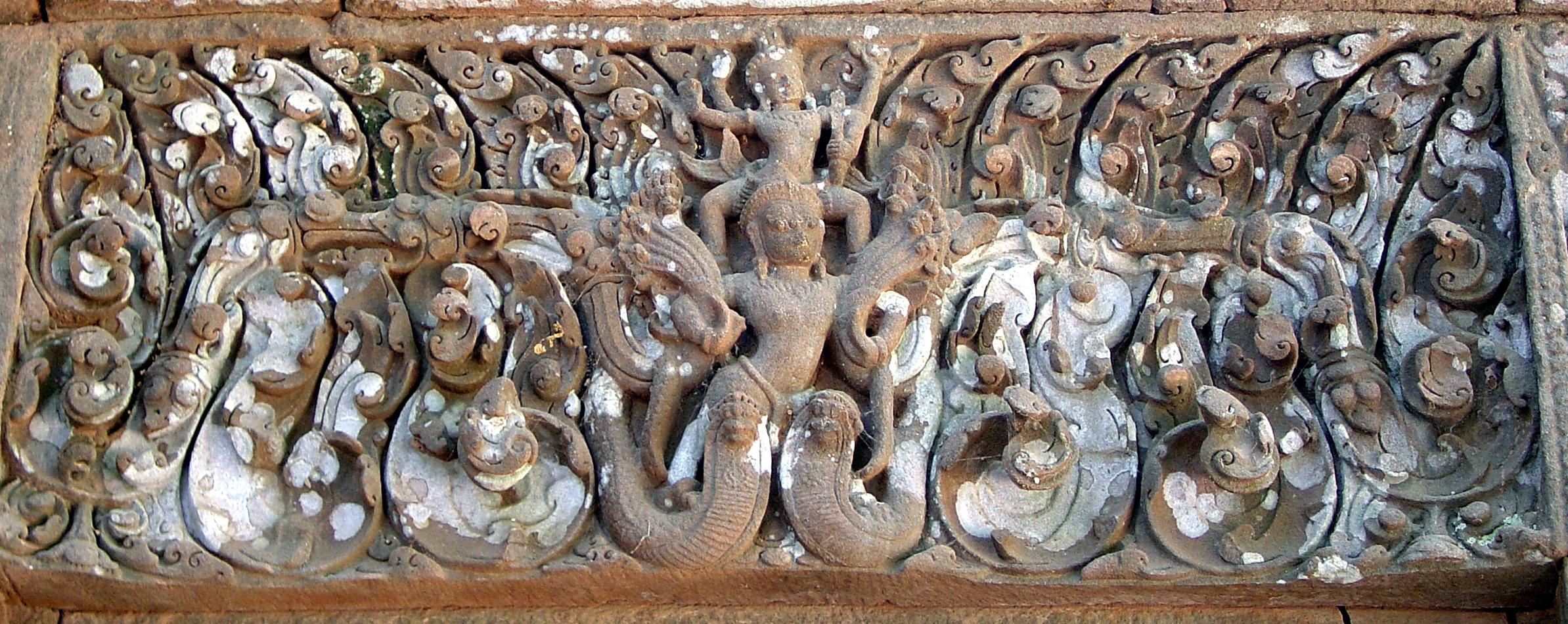
Vishnou sur Garuda. Linteau, grès.
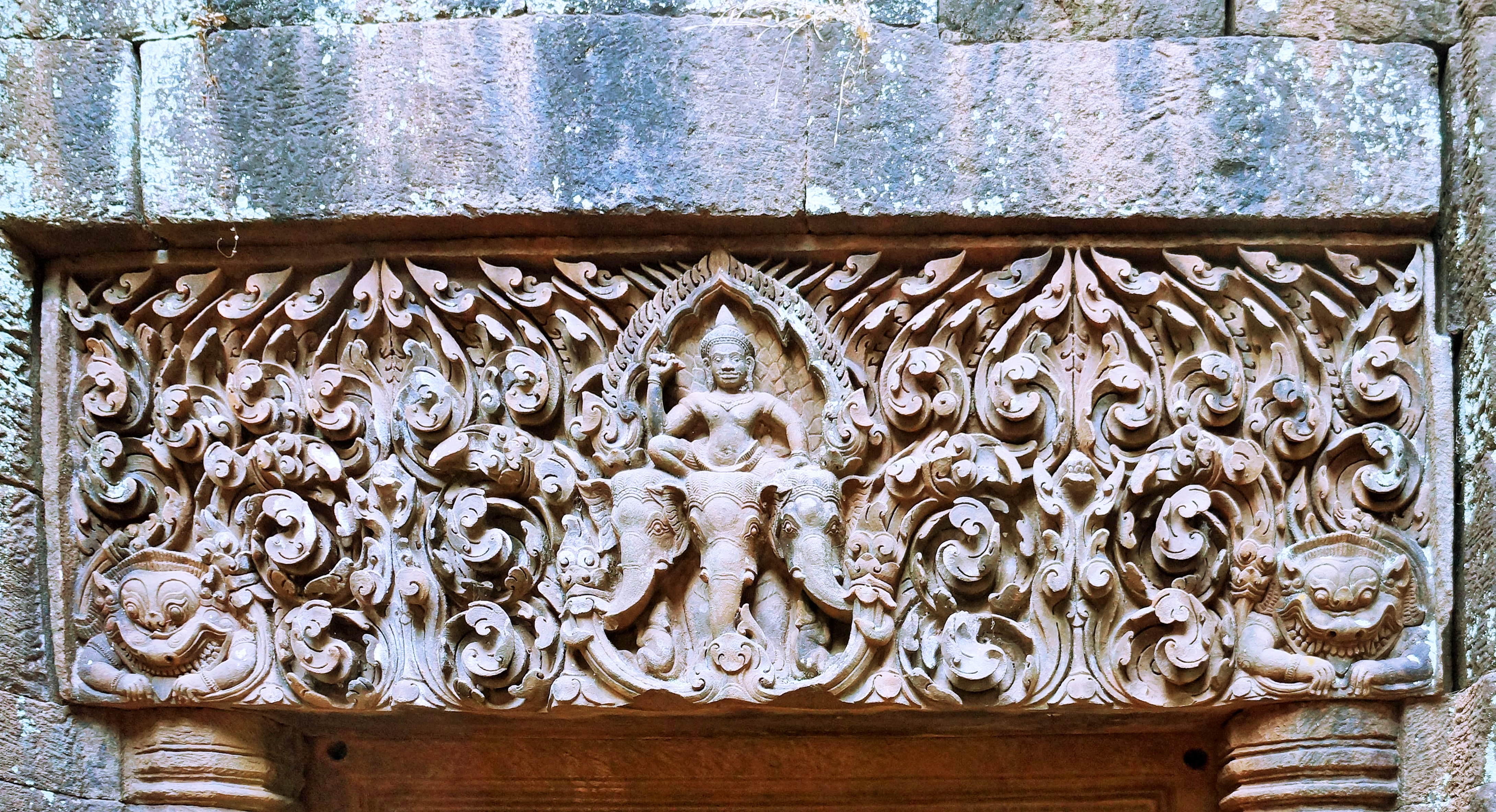
Indra chevauchant Airavata. Linteau du « Palais des femmes ».
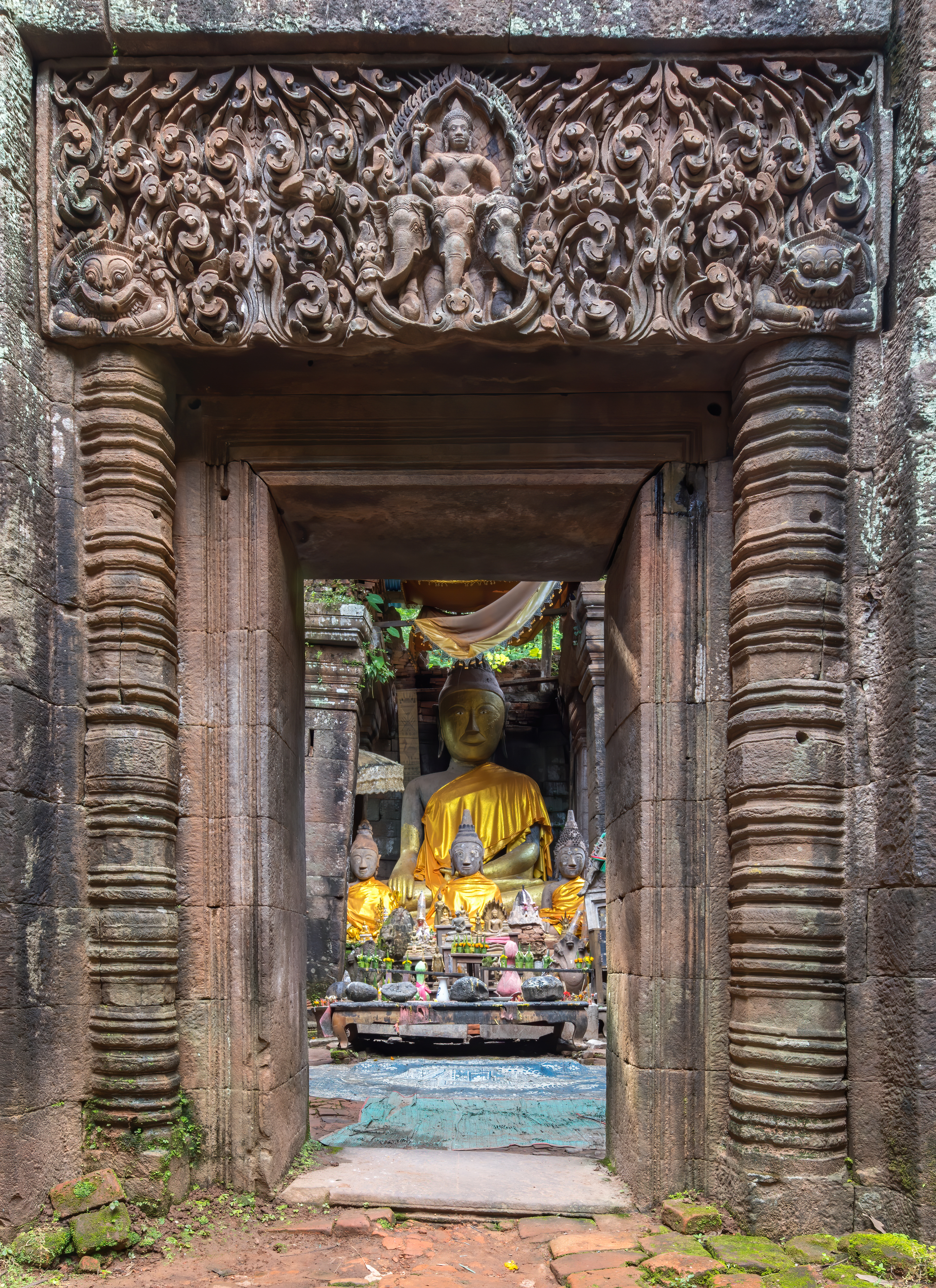
Porte en pierre avec des colonnes et des reliefs bouddhistes, menant à une pièce avec une statue de Bouddha assis vêtu d'une tunique orange, une table avec des pierres et des reliques bouddhistes, dans le complexe du temple hindou khmer de Wat Phou. Septembre 2019.

## Les missions étrangères
Des missions étrangères française, italienne, indienne et japonaise, dans le cadre de projets de coopération avec le Laos, effectuent des travaux de restauration, d’aménagement, de promotion et de mise en valeur du site, en relation étroite avec les autorités lao.
En 1991, le Projet de recherche archéologique lao (Pral), la première mission française, a débuté avec Marielle Santoni (CNRS–musée Guimet). Il s'agissait du premier programme de recherches sur les périodes anciennes, allant de la protohistoire jusqu’à l’empire Khmer.
Puis, la même année, la « Sauvegarde, cartographie et études des emplacements archéologiques » fut lancée par la mission archéologique italienne (fondation Lerici) dirigée par Patricia Zolese.
En 2001, le site de Vat Phou est inscrit au patrimoine mondial de l’Humanité par l’UNESCO.
En 2005, le projet de coopération franco-laotienne crée le fonds de solidarité prioritaire (FSP) pour la formation du personnel, la promotion et la mise en valeur du site.
Des missions étrangères sont actuellement sur le site pour la restauration de trois bâtiments : le temple de Nandi par la mission italienne depuis 2006, le palais sud par la mission française depuis 2009, le palais nord par la mission indienne depuis 2010.